# BBC Asian Network
BBC Asian Network é uma estação de rádio britânica cujo público-alvo são pessoas de 15 a 35 anos de descendência do sul da Ásia (Bangladesh / indiano / paquistanês) e / ou com interesse em assuntos do sul da Ásia.
A produção da estação consiste principalmente em programas de música e conversação, com uma série de documentários diários Asian Network Reports.

## História

Antigo logotipo da BBC Asian Network.

A televisão da BBC transmitia um noticiário asiático, Nai Zindagi Naya Jeevan, desde 1968, de seus estúdios em Birmingham; essa série seguiu um formato tradicional de notícias e assuntos atuais.
Em 1977, a BBC Radio Leicester, em resposta ao crescimento do tamanho da população do sul da Ásia em Leicester, apresentou um programa diário voltado principalmente para a comunidade da cidade. A certa altura, o público consistia em 67% da comunidade do sul da Ásia em Leicester.
Em 1979, a BBC WM, a estação de rádio da BBC para o Midlands, seguiu o exemplo de Leicester e apresentou um programa diário semelhante.
Em 30 de outubro de 1988, a Asian Network foi lançada nos transmissores MW da BBC WM e da BBC Radio Leicester, com uma produção combinada de 70 horas por semana, e foi estendida para 86 horas por semana em 1995 e em 4 de novembro de 1996 a estação tornou-se cheia. no ar, 18 horas por dia, e foi relançado como BBC Asian Network.

### Alterações de marca e agendamento
Em abril de 2006, a primeira onda de mudanças de cronograma foi introduzida, com novas alterações entrando em vigor em 14 e 21 de maio, com alterações nos finais de semana a partir de 17 de junho.
Em agosto de 2007, a Asian Network recebeu um novo logotipo como parte de uma renomeação geral de todas as emissoras nacionais da BBC. Em 2009, foi remarcada novamente para adicionar destaque ao aspecto asiático do logotipo.